# Lepidozona cooperi
Lepidozona cooperi är en blötdjursart som först beskrevs av Carpenter MS, Dall 1879.  Lepidozona cooperi ingår i släktet Lepidozona och familjen Ischnochitonidae. Inga underarter finns listade i Catalogue of Life.

## Bildgalleri

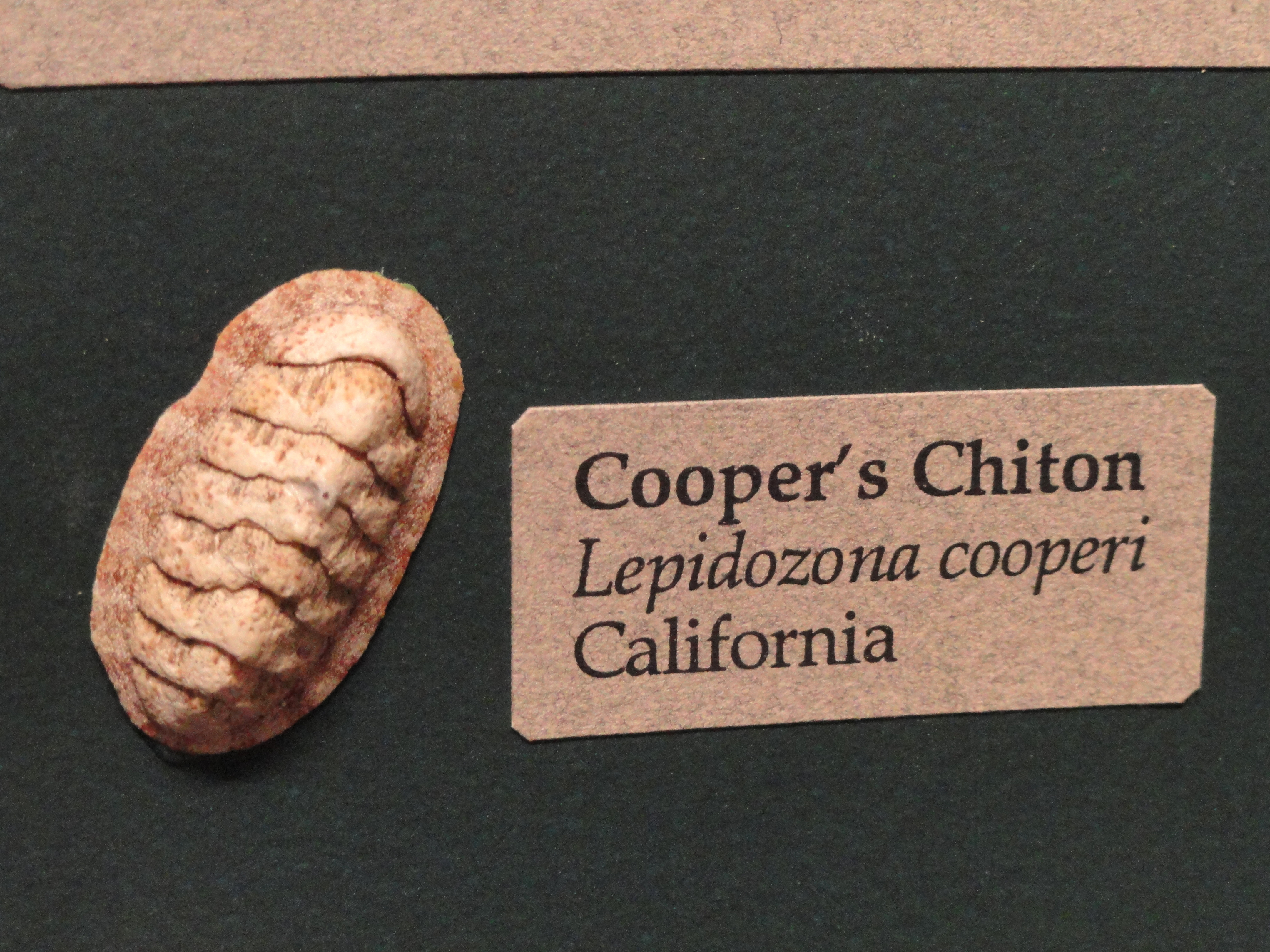